# Wioska (Couïavie-Poméranie)
Pour les articles homonymes, voir Wioska.
Wioska est une localité polonaise de la voïvodie de Couïavie-Poméranie et du powiat de Lipno.